# Hajduk Split
Hajduk Split – chorwacki klub piłkarski z siedzibą w Splicie. Został założony w 1911 roku.

## Historia
Pomysł założenia klubu piłkarskiego zapoczątkowała grupa studentów ze Splitu, która studiowała w Pradze. Po obejrzeniu meczu derbowego, pomiędzy Slavią Praga a Spartą Praga, grupa zebrała się w browarze U Fleků i rozmawiała o stworzeniu klubu piłkarskiego w domowych stronach. Po powrocie do Splitu, studenci wprowadzili swój plan w życie i 13 lutego 1911 powstał Hajduk. Nazwa wywodzi się od hajduków, opiewanych w balladach zbójników, którzy walczyli z Imperium Osmańskim. Od początku lat dwudziestych do 1940 roku, Hajduk regularnie uczestniczył w rozgrywkach o mistrzostwo Królestwa SHS, a po zmianie nazwy państwa, Królestwa Jugosławii. Po II wojnie światowej, utworzeniu SFR Jugosławii i jugosłowiańskiego systemu ligowego w 1946 roku, Hajduk spędził cały okres na najwyższym poziomie rozgrywek. W 1945 Hajduk zmienił symbole chorwackie na czerwoną gwiazdę, która miała symbolizować oddanie klubu i jego fanów komunistycznemu reżimowi (tak jak innych klubów Dinamo Zagrzeb, FK Crvena zvezda czy Partizan Belgrad). W 1991 klub powrócił do swego pierwotnego logo. Po rozpadzie Jugosławii, klub dołączył do chorwackiej pierwszej ligi w jej inauguracyjnym sezonie w 1992 roku, nigdy nie spadając z jej najwyższego poziomu. Hajduk jest więc jedyną drużyną z byłej Jugosławii, która nigdy nie została zdegradowana z najwyższej klasy rozgrywkowej od czasu powstania Jugosławii, choć wiele klubów z byłej Jugosławii ma za sobą długi okres gry w najwyższej klasie rozgrywkowej, sięgający czasów SFR Jugosławii.

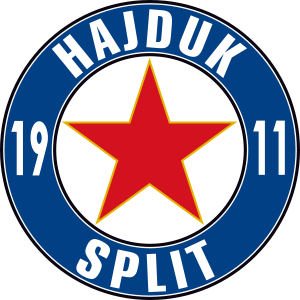
Logotyp z czerwoną gwiazdą, używany w latach 60. XX w.

W rozgrywkach krajowych Hajduk Split zdobył 3 mistrzostwa Jugosławii, 6 mistrzostw Socjalistycznej Republiki Jugosławii i 6 mistrzostw Chorwacji, a poza tym 8-krotnie Puchar Jugosławii i 6-krotnie Puchar Chorwacji.
W rozgrywkach międzynarodowych klub grał 3-krotnie w ćwierćfinałach Pucharu Mistrzów, a w Pucharze Zdobywców Pucharów i Pucharze UEFA dwukrotnie grał w ćwierćfinałach i dwukrotnie w półfinałach.
Stadion zespołu nazywa się Poljud, zaś fani – Torcida.

## Sukcesy

### Jugosławia
- Mistrzostwo Jugosławii (9) 1927, 1929, 1950, 1952, 1955, 1972, 1974, 1975, 1979
- Wicemistrzostwo Jugosławii (11) 1924, 1928, 1933, 1937, 1948, 1953, 1961, 1976, 1981, 1983, 1985
- Trzecie miejsce w lidze jugosłowiańskiej (9) 1930, 1932, 1949, 1951, 1957, 1978, 1982, 1989, 1990
- Puchar Jugosławii (9) 1967, 1972, 1973, 1974, 1976, 1977, 1984, 1987, 1991
- Finalista Pucharu Jugosławii (5) 1953, 1955, 1963, 1969, 1990

### Chorwacja
- Mistrzostwo Chorwacji (8): 1941, 1946, 1992, 1993/94, 1994/95, 2000/01, 2003/04, 2004/05
- Puchar Chorwacji (8): 1992/93, 1994/95, 1999/00, 2002/03, 2009/10, 2012/13, 2021/22, 2022/23
- Superpuchar Chorwacji (6): 1992, 1993, 1994, 1995, 2004, 2005

## Obecny skład
Stan na 7 lipca 2025
| Nr | Poz. | Piłkarz                           |
| -- | ---- | --------------------------------- |
| 1  | BR   | Davyd Fesyuk                      |
| 3  | OB   | Dominik Prpić                     |
| 5  | OB   | Ismaël Diallo                     |
| 6  | PO   | Mihael Žaper (wyp. z Vitórii SC)  |
| 7  | PO   | Anthony Kalik                     |
| 8  | PO   | Niko Sigur                        |
| 10 | NA   | Marko Livaja (kapitan)            |
| 13 | BR   | Ivan Lučić                        |
| 15 | NA   | Michele Šego                      |
| 17 | OB   | Dario Melnjak                     |
| 21 | PO   | Rokas Pukštas                     |
| 22 | OB   | Branimir Mlačić                   |
| 23 | PO   | Filip Krovinović (1. wicekapitan) |
| 24 | NA   | Abdoulie Sanyang                  |

| Nr | Poz. | Piłkarz          |
| -- | ---- | ---------------- |
| 25 | OB   | Filip Uremović   |
| 26 | PO   | Marko Capan      |
| 31 | OB   | Zvonimir Šarlija |
| 32 | OB   | Šimun Hrgović    |
| 33 | BR   | Toni Silić       |
| 34 | NA   | Bruno Durdov     |
| 35 | PO   | Luka Jurak       |
| 36 | OB   | Marino Skelin    |
| 38 | OB   | Luka Hodak       |
| 43 | NA   | Lovre Lončar     |
| 45 | PO   | Yassine Benrahou |
|    | OB   | Tomislav Arković |
|    | NA   | Nino Duić        |
|    | NA   | Dominik Babić    |